# Аккуаппеза
Аккуаппеза (итал. Acquappesa) — город в Италии, расположен в регионе Калабрия, подчинён административному центру Козенца (провинция).
Население составляет 2 065 человек, плотность населения составляет 148 чел./км². Занимает площадь 14 км². Почтовый индекс — 87020. Телефонный код — 00982.
Покровительницей коммуны почитается Пресвятая Богородица (Madonna del Rifugio), празднование 2 июля.